# Руппертсберг
Руппертсберг (нім. Ruppertsberg) — громада в Німеччині, розташована в землі Рейнланд-Пфальц. Входить до складу району Бад-Дюркгайм. Складова частина об'єднання громад Дайдесгайм.
Площа — 8,07 км2. Населення становить 1431 ос. (станом на 31 грудня 2020).

## Галерея

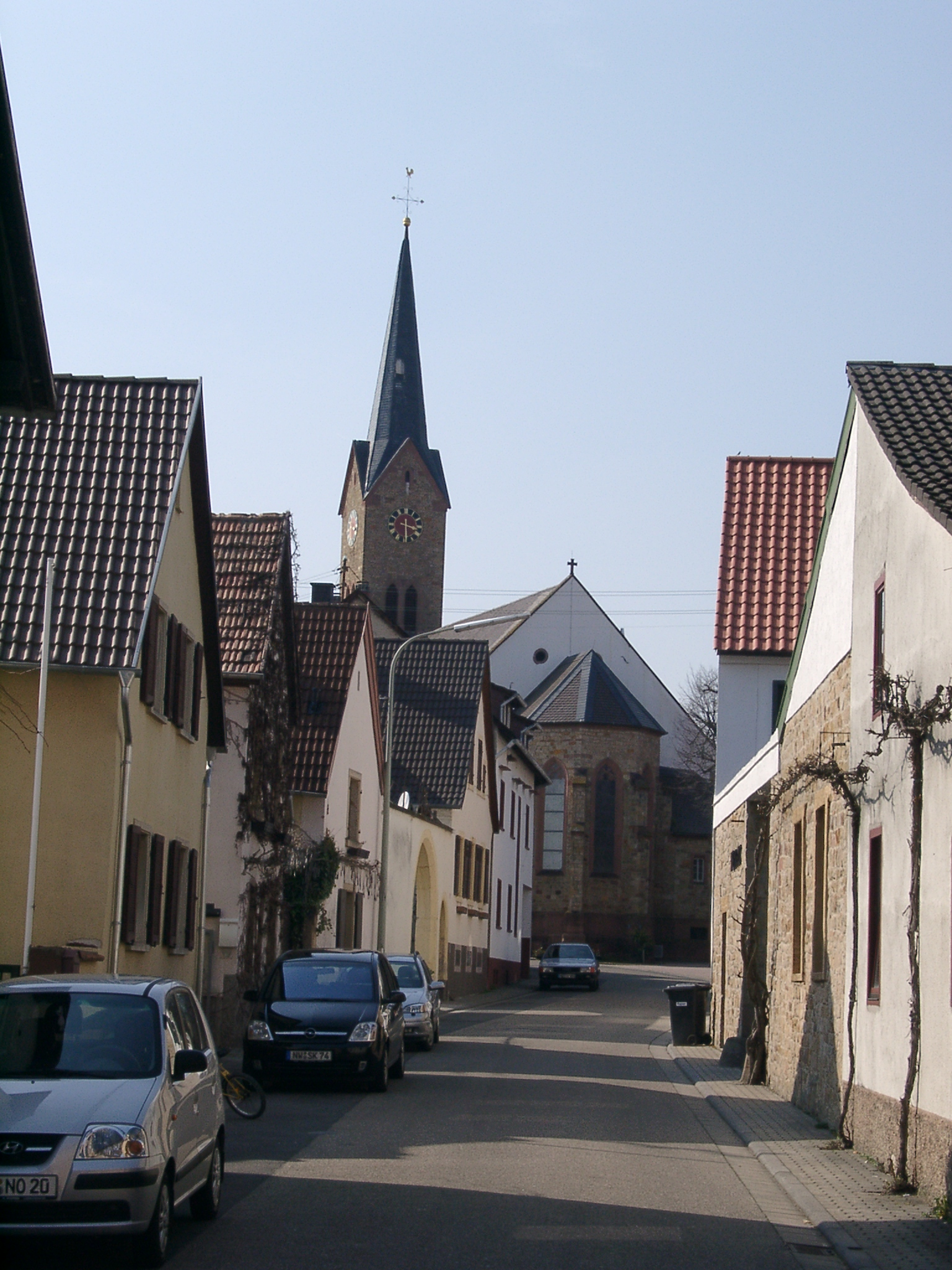
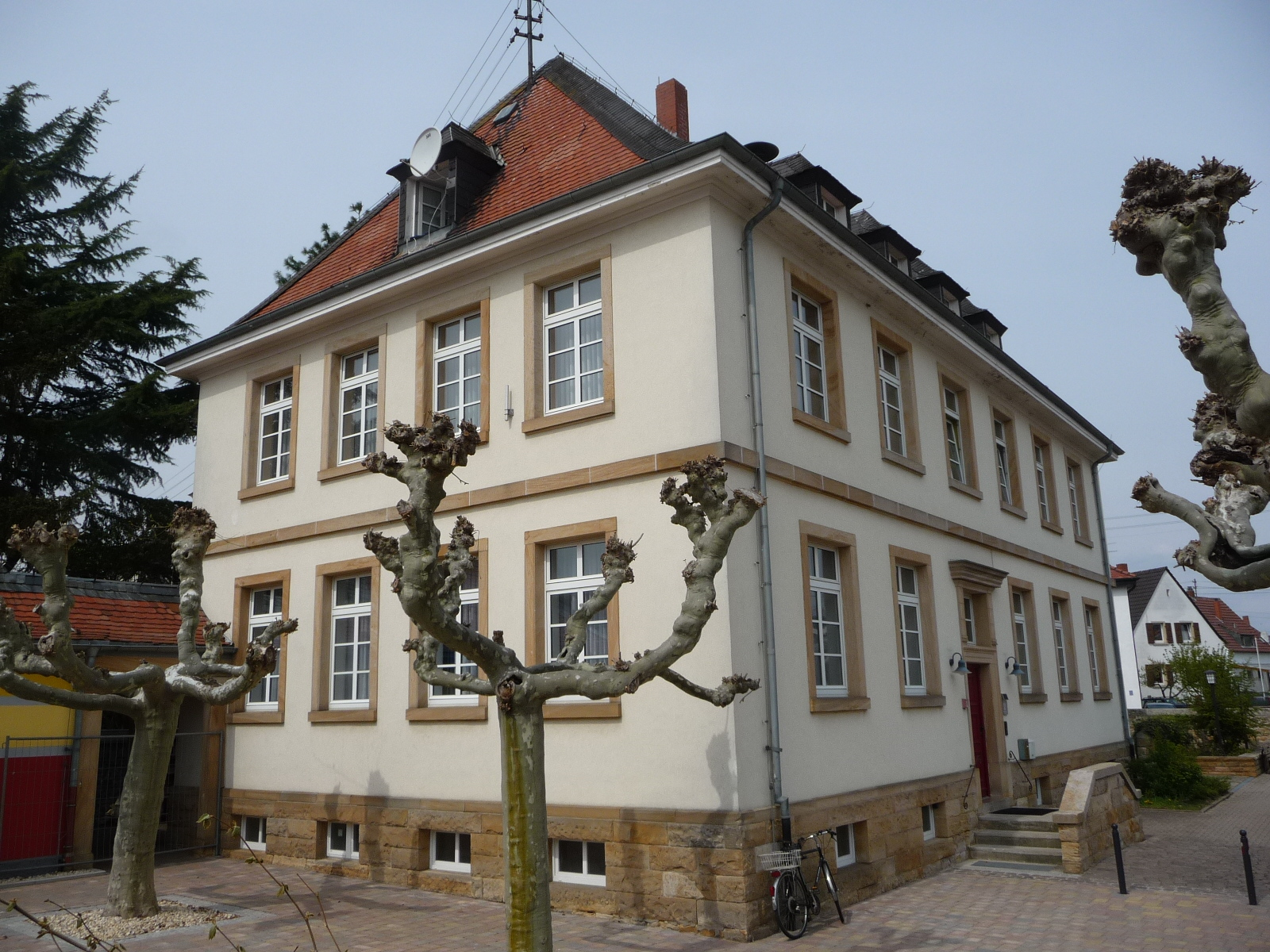
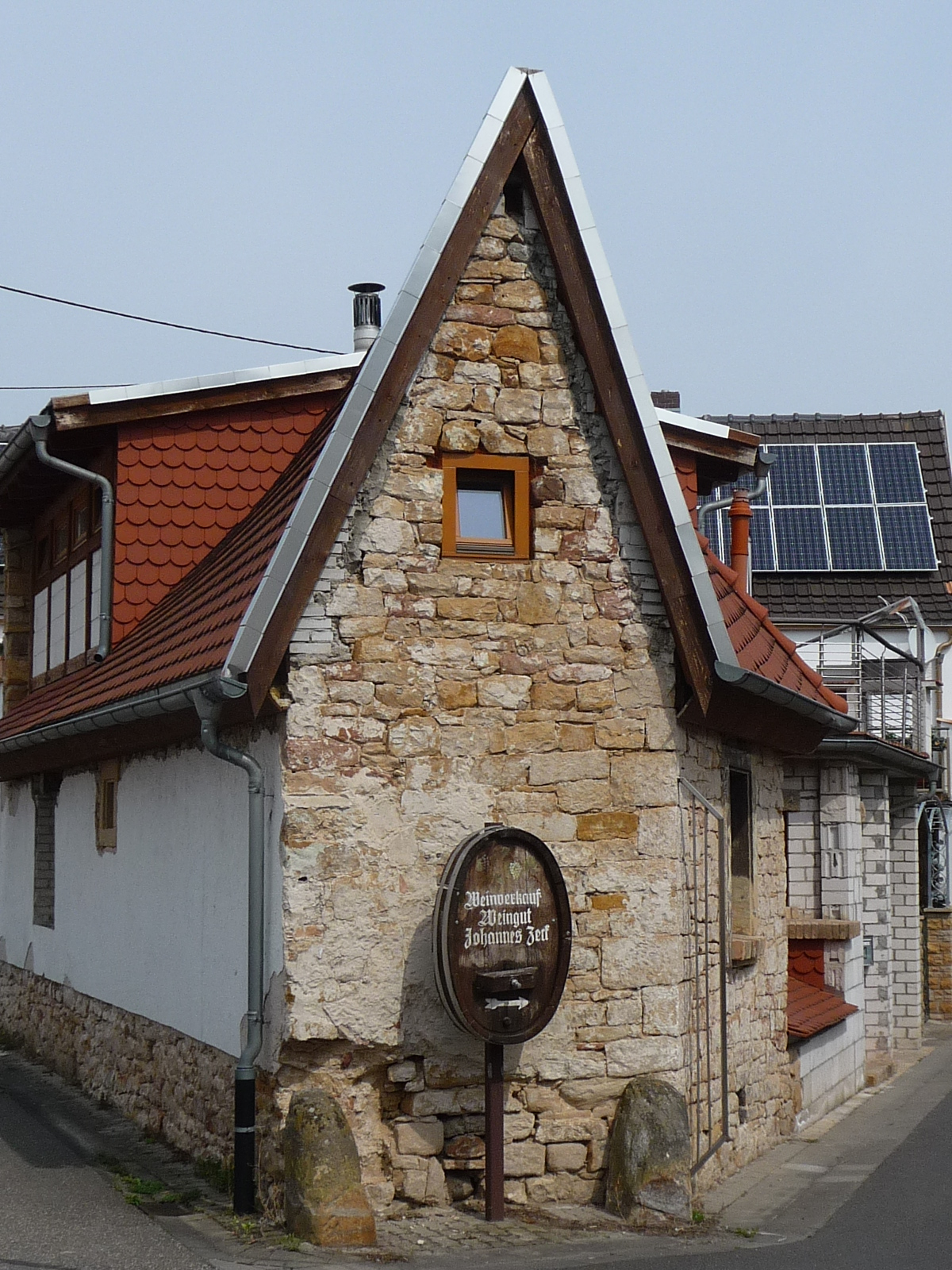